# ヘイダル・アリエフ財団

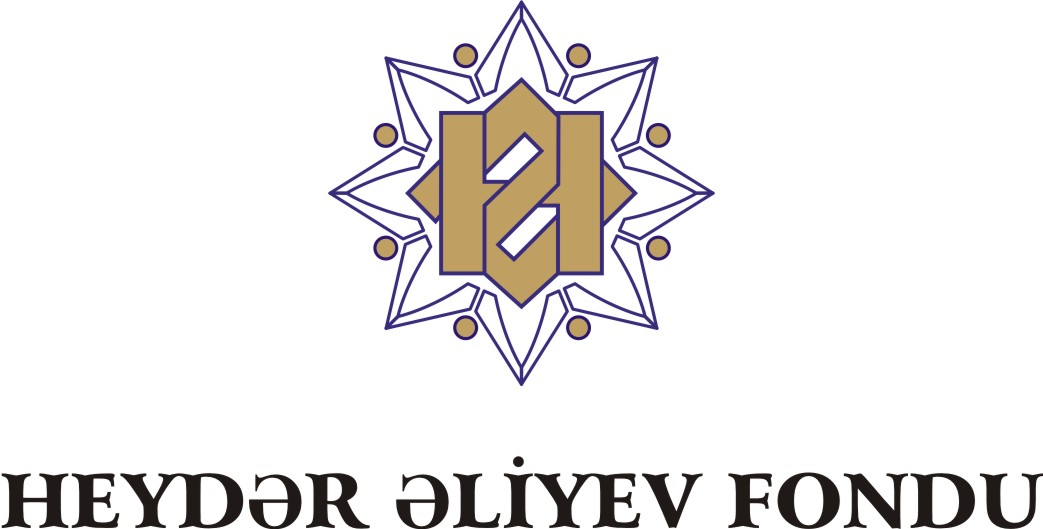
ロゴ

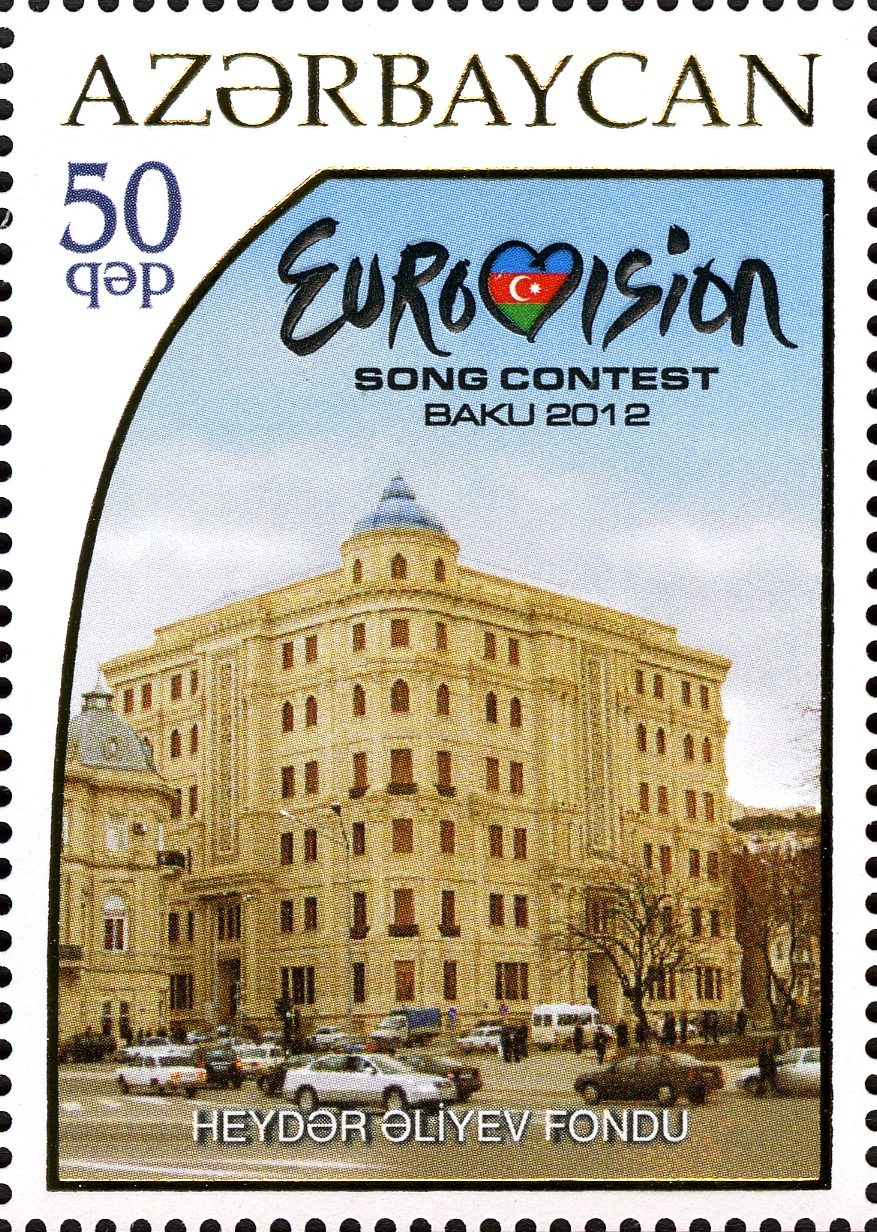
司令部

ヘイダル・アリエフ財団は（アゼルバイジャン語：Heydər Əliyev Fondu）、アゼルバイジャンのバクーにある、芸術、科学、教育などの助成を目的とする財団である。アゼルバイジャン人の大統領ヘイダル・アリエフの遺産を元に設立された。